# Dead Island: Riptide
Dead Island: Riptide je akční hra na hrdiny z roku 2013, kterou vyvinula společnost Techland a vydala společnost Deep Silver. Vydána byla pro Microsoft Windows, PlayStation 3 a Xbox 360. Jedná se o pokračování příběhu hry Dead Island z roku 2011.

## Příběh
Videohra se odehrává bezprostředně po konci první hry Dead Island. Čtveřice imunních přeživších po útěku z vězeňského ostrova přistane na vojenské lodi. Okamžitě jsou vzati do vazby plukovníkem australských obranných sil Samem Hardym a Frankem Serpem.

## Vydání a ohlasy
Hra se setkala se smíšeným přijetím ze strany kritiků. Hře bylo vyčítáno, že nedošlo k opravám žádných problémů z předchozího dílu a že v hratelnosti nepřinesla nic nového. 
Další hlavní díl série, Dead Island 2, byl odhalen na veletrhu E3 2014. Původně bylo jeho vydání stanoveno na rok 2016. Hra ale vystřídala několik vývojářských studií a nakonec byla vydána až 21. dubna 2023.

## Remaster
Remasterovaná verze hry s názvem Dead Island: Riptide Definitive Edition vyšla v roce 2016 pro Microsoft Windows, PlayStation 4, Xbox One a Linux. 